# Myospila subbruma
Myospila subbruma är en tvåvingeart som beskrevs av Feng 2003. Myospila subbruma ingår i släktet Myospila och familjen husflugor. Inga underarter finns listade i Catalogue of Life.